# 1864

## Събития
- 22 август Първа Женевска конвенция. Официално учредяване на Червения кръст.
- Джеймс Кларк Максуел обединява уравненията на електромагнетизма.
- Д-р Лонг започва издаването на илюстрованото месечно списание „Зорница“.
- Създава се първият Интернационал.

## Родени
- Никодим Тивериополски, български духовник
- Саид Найдени, албански възрожденец
- Уилям Милър, британски историк
- Цено Марков, сърбомански войвода
- 7 февруари – Киро Узунов, български революционер
- 23 февруари – Кръстю Златарев, български военен деец
- 16 март – Михаил Такев, български политик
- 9 април – Арчибалд Нокс, британски дизайнер
- 10 април – Ойген д'Албер, немски композитор и пианист
- 15 април – Георги Райков, български учител и революционер
- 21 април – Макс Вебер, немски политикономист и социолог
- 11 май – Етел Лилиан Войнич, британска писателка
- 15 май – Захария Шумлянска, българска просветна деятелка
- 27 май – Анте Трумбич, хърватски политик
- 12 юни – Стоян Загорски, български военен деец
- 10 юли – Асен Пападопов, български военен деец
- 11 юли – Петър Дънов, български духовен учител
- 18 юли – Рикарда Хух, немска поетеса и романистка
- 20 юли – Ерик Аксел Карлфелт, шведски поет
- 23 юли – Аполинарио Мабини, филипински идеолог
- 24 юли – Франк Ведекинд, немски писател († 1918 г.)
- 16 август – Фердинанд Шилър, британски философ
- 23 август – Елевтериос Венизелос, гръцки политик
- 1 септември – Александър Танев, български военен деец
- 14 септември – Робърт Сесил, английски политик
- 29 септември – Мигел де Унамуно, испански философ
- 2 октомври – Петко Момчилов, български архитект
- 8 октомври – Бранислав Нушич, сръбски писател и драматург
- 25 октомври – Евтим Дабев, български политик
- 1 ноември – Елизавета Фьодоровна, велика руска княгиня
- 4 ноември – Георги Колушки, български химик
- 11 ноември – Алфред Херман Фрид, австрийски журналист
- 11 ноември – Морис Льоблан, френски писател
- 21 ноември – Петър Лолов, български военен деец
- 24 ноември – Анри дьо Тулуз-Лотрек, френски художник
- 6 декември – Пенчо Райков, български химик
- 8 декември – Камий Клодел, френска скулпторка
- 18 декември – Сава Савов, български офицер

## Починали
- Уилям Мартин, британски зоолог
- 13 януари – Стивън Фостър, американски композитор
- 28 януари – Беноа Пол Емил Клапейрон, френски физик
- 7 февруари – Вук Караджич, реформатор на сръбския език
- 16 май – Натаниел Хоторн, американски писател
- 8 декември – Джордж Бул, математик и философ

Вижте също:
- календара за тази година